# 一宮市立大徳小学校
一宮市立大徳小学校（いちのみやしりつだいとくしょうがっこう）は、愛知県一宮市西五城にある公立小学校。

## 概要
- 旧・尾西市の小学校であり、起小学校と朝日東小学校から分離して設置された小学校である。

## 沿革
- 1976年（昭和51年）
  - 4月1日 - 尾西市立大徳小学校として開校。
  - 4月3日 - 開校式を行う。
  - 6月22日 - 校舎が完成する。
  - 6月24日 - プールが完成する。
- 2005年（平成17年）4月1日 - 尾西市が一宮市に編入される。同時に一宮市立大徳小学校に改称する。

## 通学区域
- 北今、三条字西蛭子の一部、冨田の一部、冨田字一本松、冨田字牛池の一部、冨田字仮宮、冨田字下本郷、冨田字下屋敷、冨田字立石の一部、冨田字出先、冨田字流筋、冨田字橋詰の一部、冨田字平口の一部、冨田字古川の一部、冨田字棒杭、冨田字南出、冨田字宮東、冨田字若宮前、西五城字杁先南の一部、西五城字大下、西五城字下切、西五城字下須賀の一部、西五城字飛石北、西五城字中川田の一部、西五城字中切の一部、西五城字中切浦、西五城字比丘尼道西の一部、西五城字山方、東五城字北作野の一部、東五城字三味廓の一部、東五城字下出、東五城字出先、東五城字寺廓の一部、東五城字西大堀、東五城字東出、東五城字古川、東五城字本郷の一部、東五城字南大堀、西萩原（西萩原字祐久東、西萩原字若宮北の一部を除く）、蓮池（蓮池字郷西の一部、蓮池字下松山の一部を除く）[1]。

## 進学先中学校
- 一宮市立尾西第一中学校
- 一宮市立尾西第二中学校
  - 北今字十八丁三ノ切の一部、西萩原（西萩原字祐久東、西萩原字若宮北の一部を除く）、蓮池（蓮池字郷西の一部、蓮池字下松山の一部を除く）

## 交通アクセス
- 名鉄バス起線「尾西消防署前」バス停より徒歩約8分。

名鉄一宮駅バスターミナルより26系統「蓮池」行、27系統「西中野」行。

## 出身者
- 小池秀郎 - 元プロ野球選手